# Talalora
Talalora (Bayan ng Talalora) är en kommun i Filippinerna. Kommunen tillhör provinsen Samar och ligger på ön med samma namn. Folkmängden uppgår till 6 580 invånare.
Talalora är indelat i 11 barangayer.